# Ponte San Paolo (Vicenza)
Il Ponte San Paolo (o Ponte di San Paolo) è un ponte di origine romana che attraversa il fiume Retrone di Vicenza.

## Storia
Il ponte di San Paolo nel corso della sua storia ha avuto diversi nomi: nel Medioevo prese il nome di Ponte Bericano, nella seconda metà dl XIV secolo quello di Ponte delle Beccarie e in epoca moderna la denominazione di ponte di San Paolo. Viene descritto per la prima volta da Andrea Palladio che lo illustrò con alcuni disegni: era un ponte a tre arcate, demolito nel 1875 e sostituito con un ponte moderno ad una sola arcata che mantiene l'allineamento con quello antico.

## Descrizione

### Ponte romano
Il ponte era lungo 34 m e largo 8,94 m ed era formato da 2 pile con una larghezza di 1,79 m che sostenevano tre arcate a sesto ribassato. Era strutturalmente molto simile al Ponte degli Angeli. La tecnica costruttiva era quella dell'opus quadratum con pile di pietra calcarea proveniente da cave a Nord di Vicenza, tra Bassano e Isola Vicentina. Le rimanenti soprastrutture (arcate e muri di testa) erano invece di pietra calcarea di Costozza, leggera e friabile. Il nucleo del ponte era in opera a sacco con ghiaia, schegge di pietra cementate da calce e pozzolana molto dura; invece la pavimentazione della carreggiata era costituita da lastre di trachite euganea. Le pile, tranne nel materiale, avevano la medesima struttura di quelle del Ponte degli Angeli. Le tre arcate mostravano in vista archivolti lisci e a porzione di corona semicircolare. Ogni arcata era formata da tre rotoli o anelli sovrapposti di cunei in modo che quelli di un rotolo stavano sotto i piani di giunto dei cunei del rotolo superiore. I vari rotoli erano poi collegati a due a due tra loro da grappe particolari: ognuna di esse, a sezione quadrata di 3 m di lato, penetrava per metà dall'alto del giunto di due cunei di un medesimo rotolo e biforcandosi era saldata con piombo in appositi incassi; l'altra metà invece finiva in un apposito incasso a metà del cuneo del rotolo superiore che si ancorava a quello inferiore trasformando così l'arcata a tre anelli sovrapposti in una struttura unitaria. I timpani, solo in parte conservati, avevano muri di testa in opera quadrata con conci di pietra, mentre i rinfianchi erano in opera a sacco.
Non si hanno informazioni sulla cornice di coronamento e sui parapetti. Invece sono stati ritrovati dei resti del piano di calpestio, la cui carreggiata (larga 7,15 m) era pavimentata con lastre quadrate con spessore di 10 cm e lati di 50 cm disposte a reticolo: alcune di essere mostravano ancora i solchi dei carri. Nel 1875 sono stati ritrovati nell'alveo del fiume altri frammenti architettonici e alcuni manufatti tardo-antichi. Non si ha una collocazione temporale certa del ponte, ma i piedritti potrebbero essere contemporanei al vicino ponte (seconda metà del I secolo), mentre ulteriori soprastrutture sembrano appartenere a un restauro successivo (forse del III secolo).